# ペニー・ドレイク
ペニー・ドレイク（Penny Drake, 1977年7月20日 - ）は、アメリカ合衆国のインディペンデント系映画女優、モデル。テキサス州サンアントニオ出身。

## キャリア

### モデル
2008年以降、モデルとして、Herra CoutureやFlora Zeta、エド・ハーディでキャリアを積んだ。2009年6月には、ロサンゼルスで開催されたE3 (Electronic Entertainment Expo) にビデオゲームのキャラクターであるベヨネッタとして登場した。

### 映画等
2005年以降、『シン・シティ』や『40歳の童貞男』などの作品に出演した。また、『ゾンビ・ストリッパーズ』ではジェナ・ジェイムソンやロバート・イングランドと共演し、『アイス・オブ・ザ・デッド』ではマイケル・ベリーマンやジョージ・スタルツと共演した。
一方で、2006年から2008年にかけて、ウェブ上の風刺ビデオシリーズ「Bikini News」で共同キャスターのMary Clarkを演じた。

## 私生活
ドレイクの父親は南部バプティスト派の牧師である。

## 出演作品

### 映画
- 40歳の童貞男 The 40 Year Old Virgin (2005)
- シン・シティ Sin City (2005)
- Monarch of the Moon (2005)
- スローター 死霊の生贄 The Slaughter (2006)
- You're So Dead (2007)
- マーダー・シェフ ～学園天国で大暴れ～ The Cook (2008)
- ゾンビ・ストリッパーズ Zombie Strippers! (2008)[7]
- アイス・オブ・ザ・デッド（英語版） Necrosis (2009)[8]
- Dreamkiller (2010)[9]

### テレビ
- 2008: "Star Chicks"